# 佐藤朝泰
佐藤 朝泰（さとう ともやす、1938年（昭和13年） - 2009年（平成21年）12月31日）は、日本の経済ジャーナリスト、実業家。北海道札幌市出身。

## 来歴
経済誌の編集長を経て1972年に独立し、フリーとなる。『文藝春秋』『中央公論』『宝石』『週刊新潮』『サンデー毎日』『週刊読売』『日刊ゲンダイ』などに執筆。財団法人自然保護協会評議員、社団法人日本ナショナル・トラスト協会常務理事事務局長などを歴任。
実業家としては、日本エアシステムの関連PR会社として株式会社IPS企画を設立し、日本エアシステムの機内誌『アルカス』の編集企画を担当。北東資源開発株式会社取締役顧問。
2009年12月31日、神奈川県湯河原の自宅で死去。

## 著書
- 『乱脈 = ドキュメント相互銀行』読売新聞社、1980年。
- 『リーダーのための大番頭の研究 日本的経営の底力の秘密』かんき出版、1983年。
- 『四季宇佐路』編著 吉岡勇写真 駸々堂出版、1984年。
- 『第4の成長産業・航空三社 これから巨額のカネが動く』かんき出版、1987年。
- 『門閥 - 旧華族階層の復権』立風書房、1987年。
- 『閨閥 - 日本のニュー・エスタブリッシュメント』立風書房、1989年。
- 『日本のロイヤルファミリー』立風書房、1990年。
- 『関西空港戦争 悲劇を克服した神戸空港の物語』イースト・プレス、1992年。
- 『徳川慶喜とそれからの一族 徳川一族の明治・大正・昭和史』立風書房、1998年。
- 『豪閥 - 地方豪族のネットワーク』立風書房、2001年。
- 『会社乗取り 株を買占められた会社/防衛に成功した会社』日新報道、2005年。
- 『Watch with me 卒業写真』ゴマブックス、2007年。